# Gabrielle Krauss
Marie-Gabrielle Krauss (Viena, 24 de març de 1842 - París, 6 de gener de 1906), fou una important soprano francesa d'origen austríac del segle xix. Va crear importants papers en òperes d'Anton Rubinstein, Charles Gounod, Camille Saint-Saëns, Auguste Mermet, Clémence de Grandval, Errico Petrella, Antônio Carlos Gomes i Émile Paladilhe. També va crear papers en estrenes locals d'òperes de Verdi i Wagner. Va actuar a l'Òpera de París durant tretze anys, i també va cantar amb gran èxit a Itàlia i Rússia.

## Biografia
Krauss va néixer a Viena, Àustria, l'any 1842. El seu pare va ocupar un càrrec honorífic en un ministeri; Va créixer en una família nombrosa, en un entorn burgès, senzill i patriarcal. Des de petita mostra gust i una gran predisposició per a la música. Des dels sis anys va repetir correctament les melodies cantades per la seva germana gran, que la va introduir en els primers elements de l'art. El 1853 va ser admesa al Conservatori de Viena, on va començar estudiant piano, harmonia i llengües estrangeres. El 1858 va començar el curs superior de cant, dirigit per Mathilde Marchesi.
El 1858, l'acadèmia va estudiar Le Paradis et la Peri, de Schumann. Durant un dels assajos, Clara Schumann, vídua del compositor, lamenta l'absència d'una cantant dramàtica; se li va demanar que confiés la interpretació vocal a Gabrielle Krauss; la noia de setze anys canta el paper obertament de manera que sorprèn molt a tots els oients. Després d'això, va guanyar els primers premis de piano, cant i harmonia, així com la gran medalla d'or, la coronació dels seus estudis seriosos. Gabrielle Krauss, encara al conservatori, ja va signar un compromís amb l'Òpera Imperial de Viena el 1859, on va debutar el 20 de juliol de 1860, en el paper de Mathilde a Guillaume Tell de Rossini. Quatre dies després apareix en la de Bertha, de Le Prophète, i el 5 d'agost en la d'Alice, de Robert le Diable.
El 23 de febrer de 1861, va estrenar el paper de Maria a l'òpera d'Anton Rubinstein, Die Kinder der Heide (Els fills del moro), al teatre Kärntnertor (teatre de la Porta de Caríntia). Va cantar a Viena fins al 1867, en altres papers, com el d'Anna a La Dame blanche de Boieldieu i Valentine a Les Huguenots de Meyerbeer.
Va debutar a París el 6 d'abril de 1867 al "Théâtre-Italien", en el paper de Leonora a Il trovatore de Verdi. Més tard, hi va aparèixer en el paper principal de Lucrezia Borgia de Donizetti, Ginevra a Guido et Ginevra de Halévy, i altres papers com Donna Anna, Fidelio, Norma, Lucia di Lammermoor, Semiramide (Sémiramis) i Gilda.

Un vespre de l'hivern de 1868, Gabrielle Krauss va ser presentada a Rossini pel comte Guy de Charnacé. La sent cantar per a ell en alemany, la melodia: Sombre forêt; També s'escolta en algunes cançons de Schubert. Quan ha acabat, ell s'aixeca i li diu abraçant-la amb sincera emoció: 
| « | Cantes amb l'ànima, filla meva, i la teva ànima és bella. | » |

Va crear un paper a Piccolino de Clémence de Grandval, el 25 de novembre de 1869 al Théâtre-Italien". Va passar tres hiverns a París i va marxar quatre anys a Itàlia.
A Nàpols, el 1872, va crear un paper a Manfredo d'Petrella, una òpera basada en el poema de Lord Byron, Manfred. La producció va tenir un gran èxit i el compositor va rebre la Medalla de la Corona de Plata. També va crear un personatge a Bianca Orsini de Petrella, el 4 d'abril de 1874 i va cantar a Aïda de Verdi. El 16 de febrer de 1873, va crear el paper principal a Fosca d'Antonio Carlos Gomes durant la seva estrena a La Scala de Milà amb Victor Maurel. Va estrenar Elsa a la primera producció milanesa del Lohengrin de Wagner el 30 de març de 1873, en la qual també cantava Maurel.
Va tornar a París el 1873, i també va cantar a Sant Petersburg i Moscou el 1874. El seu "Gran concert d'adéu" al Teatre Bolxoi va incloure fragments de l'Stabat Mater de Rossini, una ària de Les noces de Fígaro de Mozart, del recitatiu de Leonore i l'ària de l'acte I del Fidelio de Beethoven.
Halanzier, llavors director de l'Òpera, la torna a cridar per a l'obertura de la nova Òpera de París. Va cantar el 5 de gener de 1875, durant la nit d'obertura del Palais Garnier, en el paper de Rachel als dos primers actes de La Juive d'Halévy, i de nou el 8 de gener a l'òpera completa. El 5 d'abril de 1876, va estrenar el paper principal a l'estrena mundial al Palau Garnier de Jeanne d'Arc d'Auguste Mermet. No va ser un èxit i va acabar després de només 15 representacions, però Txaikovski va utilitzar el llibret de Mermet com una de les fonts de la seva òpera Orleanskaia deva.
El 20 de maig de 1880 va tenir lloc a l'Òpera el segon dels "Concerts Historiques"" creat per Auguste Vaucorbeil, aleshores director de l'Òpera de París. Li va fer interpretar La Mare de Déu, llegenda sagrada, de Massenet. Gabrielle Krauss i Joséphine Daram són les intèrpretes principals i molt esplèndides, segons el mateix Massenet.
Krauss també va crear Pauline a Polyeucte de Gounod, el 7 d'octubre de 1878; Hermosa a Le tribut de Zamora de Gounod, l'1 d'abril de 1881, dirigida per Gounod, amb el seu aire patriòtic Debout! fills d'Iberia que aixeca un aplaudiment atronador i la trobada de Xaïma (Joséphine Daram) i Hermosa al final del tercer acte, fa una gran impressió; El paper protagonista de la versió revisada de Sapho de Gounod, el 2 d'abril de 1884, sota la batuta del mateix compositor, també hi formen part Léon Melchissédec i Pol Plançon; i Caterina d'Aragó a Henri VIII de Saint-Saëns, 5 de març de 1883. Va cantar el paper principal, a les estrenes al Palais Garnier, d'Aïda, 22 de març de 1880, Gilda a Rigoletto, 2 de març de 1885 i Dolores a Patrie! d'Paladilhe, 20 de desembre de 1886. Va romandre a la troupe fins al 1888, excepte un breu període el 1885-86, cantant papers principals en més de 40 òperes.
Txaikovski, que la va veure al volta a París a Der Freischütz de Weber el 1879, va escriure una ressenya entusiasta de la seva interpretació d'Agathe, alhora que criticava altres aspectes de la producció.
Krauss es va fer tan famosa per la seva interpretació com ho va ser pel seu cant, i se la coneixia popularment com "The Singing Rachel". El 1876, Jean-Baptiste Faure li va dedicar el seu llegendari vals Stella.
Després de retirar-se dels escenaris, va continuar fent recitals i es va convertir en mestra. Krauss va morir a París el 1906, als 63 anys.
La seva neboda, Clémentine Krauss, ballarina del Ballet de l'Òpera Imperial de Viena i més tard actriu i cantant d'opereta, va ser la mare del director d'orquestra Clemens Krauss.

## Premières
Els papers d'òpera que Krauss va crear són
- 1861 : Maria en Die Kinder der Heide d'Anton Rubinstein, Kärntnertor Theatre, Vienne, 23 février.
- 1869 : rôl de Piccolino de Clémence de Grandval, al Théâtre-Italien, Paris, 25 novembre.
- 1872 : paper titular en Fosca de Antônio Carlos Gomes, La Scala, Milan, 16 febrer.
- 1874 : rol de Bianca Orsini d'Errico Petrella, Naples, 4 d'abril.
- 1876 : paper titular en Jeanne d'Arc d'Auguste Mermet, Opéra de Paris, 5 d'abril.
- 1877 : Sélika en L'Africaine de Giacomo Meyerbeer, première al Palais Garnier amb Jean Lassalle sota la direcció de Charles Lamoureux.
- 1878 : Pauline a Polyeucte de Charles Gounod, Opéra de Paris, 7 d'octubre.
- 1881 : Hermosa a Le tribut de Zamora de Charles Gounod, Opéra de Paris, 1er d'abril.
- 1883 : Catherine d'Aragon a Henry VIII de Camille Saint-Saëns, Opéra de Paris, 5 de març.
- 1884 : paper titular de Sapho (versió revisada) de Charles Gounod, Opéra de Paris, 2 d'abril.